# توني ماركيتش
توني ماركيتش (بالبوسنوية: Toni Markić)‏ هو لاعب كرة قدم بوسني في مركز الدفاع، ولد في 25 أكتوبر 1990 في Ljubuški ‏ في البوسنة والهرسك. شارك مع منتخب البوسنة والهرسك تحت 21 سنة لكرة القدم. أما مع النوادي، فقد لعب مع زرينيسكي موستار وكووبيون بالوسيورا ونادي أولمبيك سراييفو ونادي بوراتس بانيا لوكا ونادي زغرب ونادي شيروكي برييغ.

## وصلات خارجية
- توني ماركيتش على موقع الاتحاد الأوربي (الإنجليزية)
- توني ماركيتش على موقع قاعدة بيانات كرة القدم.إي يو (الإنجليزية)
- توني ماركيتش على موقع Soccerway.com (الإنجليزية)
- توني ماركيتش على موقع عالم كرة القدم.نت (الإنجليزية)